# Waterloo Revival
Waterloo Revival fue un dúo de música country estadounidense formado por Cody Cooper y George Birge. El dúo lanzó dos sencillos a través de Big Machine Records.

## Historia
Cody Cooper y George Birge, nativos de Austin, Texas, habían sido amigos desde la escuela secundaria cuando comenzaron a tocar música juntos. Después de la secundaria, George trabajó en bienes raíces y Cody trabajó en hipotecas. Los dos se reunieron en 2013 y comenzaron a escribir canciones y actuar juntos. Tomaron el nombre Waterloo Revival del nombre original de la ciudad de Austin.
El dúo lanzó un extended play de cinco canciones y luego firmó con Big Machine Records,  que lanzó dos sencillos: «Hit the Road» y «Bad for You».
En junio de 2016, Waterloo Revival firmó con el sello discográfico de Toby Keith Show Dog-Universal Music.
En 2017, el dúo lanzó un nuevo sencillo «What Guy Wouldn't» alcanzando el Top 40 en las listas de Music Row. En 2018 lanzaron un EP de tres canciones «Wonder Woman».
Waterloo Revival se tomó un receso en febrero de 2021.

## Discografía

### Extended plays
- Little Lightning (2013)
- Front Row (2016)

### Sencillos
- «Hit the Road» (2015)
- «Bad for You» (2015)
- «Backwood Bump» (2016)
- «What Guy Wouldn't» (2017)
- «Wonder Woman» (2018)

### Videos musicales
| Año  | Video           | Director(es)   |
| ---- | --------------- | -------------- |
| 2015 | «Bad for You»   | Brian Lazzaro  |
| 2016 | «Backwood Bump» | William Gawley |